# Vay Ábrahám
Vajai és luskodi gróf Vay Ábrahám (Alsózsolca, 1789. július 13. – Berkesz, 1855. március 3.) főispán, országgyűlési képviselő, földbirtokos, az MTA egyik alapító és igazgatósági tagja.

## Élete
Az ősrégi és tekintélyes vajai és laskodi Vay család sarja. Apja báró vajai és laskodi Vay József (1752–1821), földbirtokos, anyja bocsári Mocsáry Erzsébet (1757–1813) volt. Apai nagyszülei vajai Vay Ábrahám (†1762) és cegei gróf Wass Anna voltak. Anyai nagyszülei bocsári Mocsáry Pál (1734–1767), és szemerei Szemere Johanna voltak.
Iskoláit Sárospatakon, a Reformátuis Kollégiumban végezte. Tanulmányai befejeztével közéleti pályára lépett. Vay Ábrahám 1825-től Borsod vármegye első alispánja, az 1825–1827-es országgyűlés követe, királyi kamarása volt. 1825. november 3-án az országgyűlés egyik kerületi ülésén Széchenyi István után az MTA alapításához 8000 Ft-tal járult hozzá. 1830-ban Bereg vármegye főispáni helytartója lett. 1830. szeptember 11.-én I. Ferenc magyar király grófi címet adományozott Vay Ábráhámnak. 1832-ben, 1845-ben, majd 1848-ban ismét Máramaros vármegye főispánja lett. Az 1848–49-es forradalom és szabadságharc alatt birtokára vonult vissza.
1855. március 3-án, Berkeszen hunyt el.

## Házassága és gyermekei
1810. november 17-én Szőlőske községben vette nőül kazinci Kazinczy Zsófiát (1794–1843), akinek a szülei kazinci Kazinczy Péter (1747–1827), Zemplén vármegye alispánja, aranysarkantyús vitéz, földbirtokos és kiscsoltói Ragályi Zsuzsanna voltak. Az apai nagyszülei kazinci Kazinczy Dániel (1685–1750), földbirtokos és szirmai és szirmabessenyői Szirmay Teréz (1706–1757 k.) voltak. Vay Ábrahám és Kazinczy Zsófia frigyéből tizenkét gyermeke; öt lány és 7 fiú született:
- gróf Vay Eulália (1812–1873); 1. férje. nagylónyai és vásárosnaményi Lónyay János (5.5.1828); 2. férje, (div 21.8.1851) körösszegh és adorjáni gróf Csáky Zsigmond (1805–1873); 3. férje, őrgróf Pallavicini Roger (1814–1874)
- gróf Vay Péter (1813–1836), katona, Olaszországban párbaj közben halt meg.
- gróf Vay József (1815–1865), kitűnő lovas. 1. neje, Szathmáry-Király Zsuzsanna (†1850); 2. neje, losonci Gyürky Alexandra (*1828)
- gróf Vay Károly (1816–1854); felesége, nagylónyai és vásárosnaményi Lónyay Ida (1829–1898).
- gróf Vay Dániel (1820–1893), korponai országgyűlési követ, Szabolcs vármegyei főispán; neje, báró kissennyei Sennyey Amália (1829–1903)
- gróf Vay Mihály (1822–1899), katona, 1861-ben képviselő; felesége, báró luzsnai és reglicei Luzénszky Róza (†1887)
- gróf Vay László (1823–1885), katona és a forradalom alatt őrnagy és Bem József segédje, majd máramarosi főispán; felesége, benicei és micsinyei Beniczky Sarolta (1837–1913)
- gróf Vay Alojzia, (1824–1849; férje gróf Bolza István (1817–†1880)
- gróf Vay Éva (Eveline) Zsófia (1828–1908); férje, baloghvári Czóbel Imre (*Buda 22.1.1819)
- gróf Vay Ádám (1830–1900), jeles gazda, Szabolcs vármegye főispánja; felesége, nagylónyai és vásárosnaményi Lónyay Mária (1831–1895)
- gróf Vay Ida (1817–1891, férje báró vajai Vay Gyula (1817–1863)
- gróf Vay Erzsébet (1814–1865); férje, losonci Gyürky Pál (†16.10.1859)